# Языджи, Ипек Филиз
Ипе́к Фили́з Языджи́ (тур. İpek Filiz Yazıcı; род. 6 октября 2001, Стамбул) — турецкая актриса

 кино и телевидения.

## Ранние годы
Ипек Филиз Языджи родилась 6 октября 2001 года в Стамбуле (Турция) и там же окончила среднюю школу. Её семья родом из Офа (Трабзон). У неё есть сестра — Дуру Языджи, которая на семь лет младше Ипек.

## Карьера
Языджи дебютировала на телевидении в 2016 году, сыграв роль Элиф в телесериале «Семья моего отца». В 2017 году она сыграла роль Тубы Атеш в телесериале «Без протокола». Она продолжила свою телевизионную карьеру ролью Джейды в телесериале «Не отпускай мою руку», в котором играла с 2018 по 2019 год.
Языджи сыграла свою первую главную роль Ышык в оригинальном сериале Netflix «Любовь для начинающих» (2020—2021). В 2020 году она сыграла роль Гёкче Каратан в телесериале «Новая жизнь». Также снялась в рекламе LC Waikiki и Çokokrem.

## Личная жизнь
В 2020 году Языджи начала встречаться с музыкантом Уфуком Бейдемиром. 22 октября 2022 года они поженились.
В сентябре 2020 года Языджи заразилась коронавирусом вместе со своими коллегами по сериалу «Любовь для начинающих» Кубилаем Ака и Алиной Боз.

## Фильмография
| Год       |    | Русское название      | Оригинальное название | Роль          |
| --------- | -- | --------------------- | --------------------- | ------------- |
| 2016      | с  | Семья моего отца      | Babam ve Ailesi       | Элиф          |
| 2017      | мс | 7 лиц                 | 7 Yüz                 |               |
| 2017      | с  | Без протокола         | Kayıtdışı             | Туба Атеш     |
| 2018—2019 | с  | Не отпускай мою руку  | Elimi Bırakma         | Джейда        |
| 2020      | с  | Новая жизнь           | Yeni Hayat            | Гёкче Каратан |
| 2020—2021 | с  | Любовь для начинающих | Aşk 101               | Ышык          |
| 2022      | ф  | НЛО                   | UFO                   | Дениз         |
| 2022      | с  | До последнего вздоха  | Son Nefesime Kadar    | Хазан Арсман  |
| 2022      | с  | Огонь внутри          | İçimizdeki Ateş       | Хале Вурал    |
| 2023      | ф  | Миф                   | Mitat                 |               |